# Орбан, Арпад
Арпад Орбан (венг. Orbán Árpád; 14 марта 1938, Дьёр — 26 апреля 2008, Дьёр) — венгерский футболист, играл на позиции полузащитника. Олимпийский чемпион 1964 года.
Всю профессиональную карьеру провёл в клубе «Дьёр».

## Клубная карьера
В 1953 году начал свою карьеру выступлениями в составе молодежной команды клуба «Дьёр Пошташ». Первым значительным успехом в карьере молодого игрока стала победа в молодежном первенстве 1956 года. Во взрослом футболе дебютировал в 1959 году выступлениями за команду клуба «Дьер», цвета которой защищал на протяжении всей своей карьеры, длившейся четырнадцать лет. Большинство времени, проведенного в составе «Дьйора», был основным игроком команды. Выступал в команде под руководством двух выдающихся венгерских футболистов, ставших тренерами: Нандора Хидегкути и Ференца Суси.
В 1963 году в составе «Дьёра» стал победителем венгерского чемпионата. В период с 1965 по 1967 год трижды подряд становился победителем Кубка Венгерской Народной Республики. В 1967 году вместе с командой пробился в 1/4 финала Кубка обладателей кубков. В 1972 году завершил карьеру игрока. На протяжении своей карьеры сыграл 285 матчей и отметился 8-ю голами. Умер 26 апреля 2008 года на 71-м году жизни в городе Дьёр.

## Выступления за сборную
В 1963 году, после победы «Дьйора» в национальном чемпионате, Орбан привлёк к себе внимание тренеров олимпийской сборной Венгрии. В 1964 году защищал цвета этой команды на Олимпийских играх, на которых стал олимпийским чемпионом. В составе олимпийской сборной Венгрии провёл 11 матчей.

## После завершения карьеры игрока
Работал тренером в Спортивном колледже «Образование» при Университете Земмельвайса. С 1998 года был почётным членом Футбольной ассоциации медье Дьёр-Мошон-Шопрон, входил в её руководящие органы.

## Личная жизнь
Его дочь, Чиля Орбан, стала профессиональной гандболисткой.

## Достижения

### Клубные
- Чемпионат Венгрии
  - Чемпион: 1963
- Кубок Венгерской Народной Республики
  - Обладатель (3): 1965, 1966, 1967

### В национальной сборной
- Летние Олимпийские игры
  - Чемпион: 1964